# WTA 1000 tornák
A WTA 1000 tornák a női tenisztornák új besorolása a 2021-es WTA-szezontól.
A WTA 1000 tornák közé a korábbi Premier Mandatory és Premier 5 tornák tartoznak. Ezek:
- a négy kötelező (mandatory) torna: a Miami Open, a Mutua Madrid Open, a pekingi China Open és az Indian Wells-i BNP Paribas Open;
- az öt nem kötelező (non-mandatory) torna: az évenként váltakozó Dubai Duty Free Tennis Championships (Dubaj) és a Qatar Total Open (Doha), valamint az Internazionali BNL d’Italia (Róma), a Western & Southern Open (Cincinnati), a Rogers Cup (Montréal vagy Torontó), és a vuhani Wuhan Open.

A tornák díjazása körülbelül 1 000 000 $. A négy kötelező (mandatory) tornán a győztes 1000 pontot, míg a nem kötelező (non-mandatory) tornákon 900 pontot kap. Díjazását tekintve a Grand Slam-tornák és a WTA 1000 tornák közé sorolható az év végi világbajnokság, valamint a WTA Elite Trophy torna, amelyek győztese 1500 pontot kap.

## Tornák
Vastagítva a 2025-ös győztesek.
| Torna        | Hivatalos elnevezés        | Helyszín                | Ország                  | Borítás | Címvédő          |
| ------------ | -------------------------- | ----------------------- | ----------------------- | ------- | ---------------- |
| Doha         | Qatar Total Open           | Doha                    | Katar                   | Kemény  | Amanda Anisimova |
| Dubaj        | Dubai Tennis Championships | Dubaj                   | Egyesült Arab Emírségek | Kemény  | Mirra Andrejeva  |
| Indian Wells | BNP Paribas Open           | Indian Wells            | Egyesült Államok        | Kemény  | Mirra Andrejeva  |
| Miami        | Miami Open                 | Miami Gardens           | Egyesült Államok        | Kemény  | Arina Szabalenka |
| Madrid       | Mutua Madrid Open          | Madrid                  | Spanyolország           | Salak   | Arina Szabalenka |
| Róma         | Italian Open               | Róma                    | Olaszország             | Salak   | Jasmine Paolini  |
| Kanada       | Canadian Open              | Toronto vagy Montréal ‡ | Kanada                  | Kemény  | Victoria Mboko   |
| Cincinnati   | Western & Southern Open    | Mason                   | Egyesült Államok        | Kemény  | Iga Świątek      |
| Peking       | China Open                 | Peking                  | Kína                    | Kemény  | Cori Gauff       |
| Vuhan        | Dongfeng Motor Wuhan Open  | Vuhan                   | Kína                    | Kemény  | Arina Szabalenka |

‡ — A torna évente cserélődik a két kanadai város között.